# Anomalomorpha monteithi
Anomalomorpha monteithi är en skalbaggsart som beskrevs av Peter Geoffrey Allsopp 2000. Anomalomorpha monteithi ingår i släktet Anomalomorpha och familjen Dynastidae. Inga underarter finns listade i Catalogue of Life.